# Andrew Rannells
Andrew Rannells, né le 23 août 1978 à Omaha, dans le Nebraska, est un acteur et chanteur américain.
Il est principalement connu pour son rôle d'Elder Price dans la comédie musicale The Book of Mormon, qui lui a valu une nomination pour le Tony Award du meilleur acteur dans une comédie musicale. Il a gagné un Grammy Award en tant que soliste sur l'album de la comédie musicale. Ses autres rôles sur Broadway comprennent Jersey Boys et Hairspray.
Entre 2012 et 2017, il se fait connaître d'une audience internationale grâce au rôle d'Elijah Krantz dans la série télévisée Girls, créée, co-écrite, co-produite et co-interprétée par la révélation Lena Dunham.

## Carrière

### Jeunesse et débuts
Andrew Rannells a fréquenté le Creighton Preparatory School à Omaha au Nebraska. Après son diplôme, il fréquenta brièvement le Marymount Manhattan College.
Rannells commence sa carrière hollywoodienne en tant que doubleur : entre 1993 et 2010, il prête ainsi sa voix à plusieurs séries télévisées et jeux vidéo de 4Kids et de DiC. Mais sur scène, du côté de New York, qu'il parvient à s'imposer en tant que comédien à part entière : en 2006, il interprète le rôle de Link Larkin dans la comédie musicale Hairspray sur Broadway. Il interprète aussi le rôle de Bob Gaudio dans la première tournée nationale de Jersey Boys. Sa dernière performance avec la tournée fut le 6 décembre 2008 à Toronto. En janvier 2009, il reprit le rôle de Gaudio dans la production sur Broadway. Mais c'est l'année 2011 qui lui permet d'accéder à une reconnaissance critique et commerciale totale.

### Reconnaissance Médiatique
En janvier 2011, il est le premier acteur à jouer le rôle d'Elder Price dans la comédie musicale The Book of Mormon, écrite par les créateurs de South Park, Trey Parker et Matt Stone, ainsi que le compositeur d’Avenue Q, Robert Lopez. Pour sa performance, il reçoit une nomination au Tony Award du meilleur acteur dans une comédie musicale, puis remporte un Grammy Awards en tant que soliste sur l'album de la comédie musicale. Sa dernière représentation a lieu le 10 juin 2012. Mais il a, entre-temps, déjà entamé une carrière d'acteur à Hollywood, avec un rôle secondaire dans une comédie noire, Bachelorette.
En 2015, il remplace temporairement Jonathan Groff dans le rôle de King George III, dans la comédie musicale Hamilton, créée par Lin-Manuel Miranda.
En 2016, il interprète le rôle de Whizzer Brown sur Broadway, aux côtés de Christian Borle, Stephanie J. Block et Brandon Uranowitz, dans une nouvelle adaptation de la comédie musicale Falsettos.

### Progression hollywoodienne

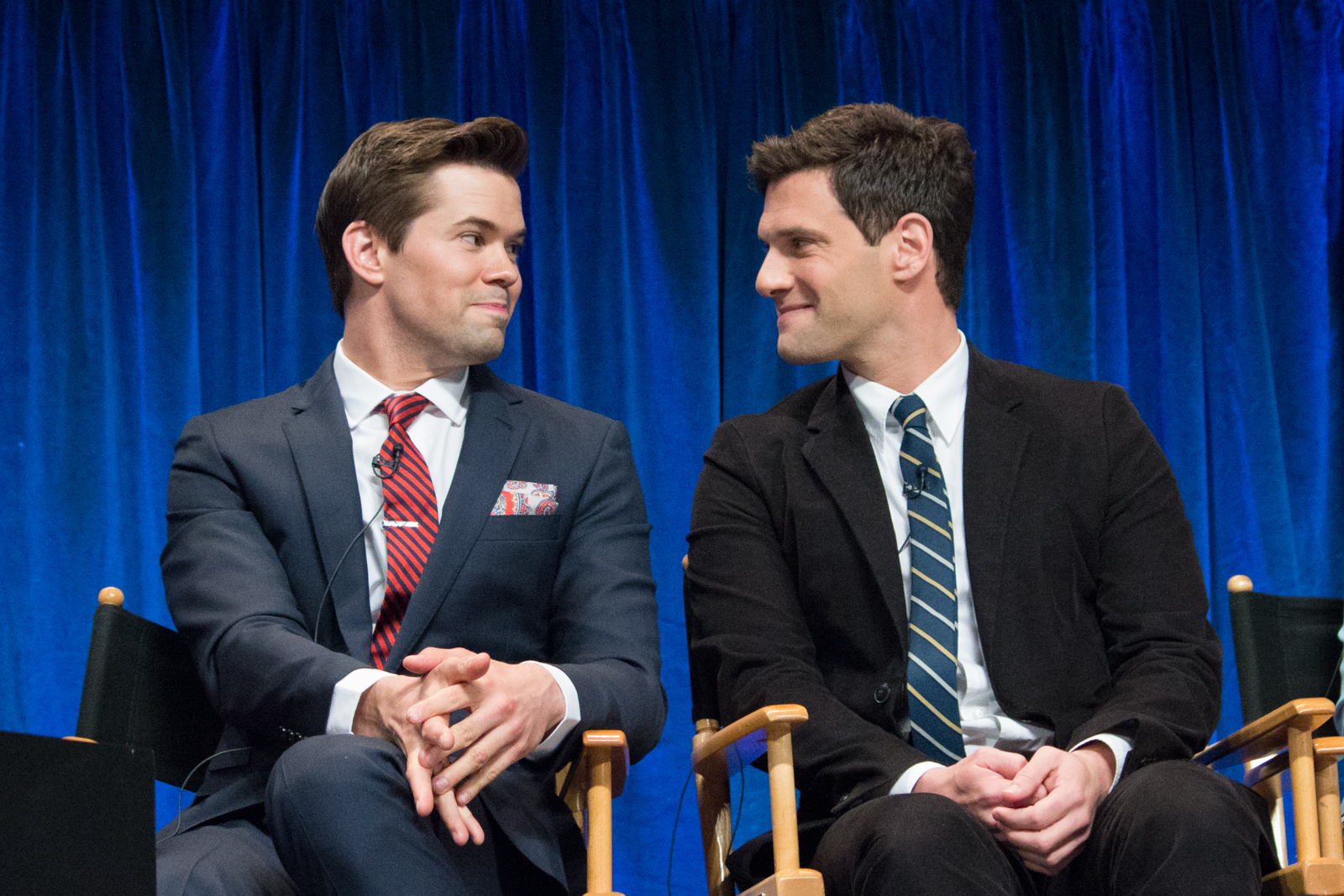
L'acteur aux côtés de Justin Bartha au Paley Fest 2013, pour la promotion de The New Normal.

En avril 2012, il fait sa première apparition dans le troisième épisode d'une nouvelle série télévisée, Girls. Le programme, créé par Lena Dunham et diffusé sur HBO connait une couverture médiatique très importante.
Son personnage de Elijah Krantz n'est que récurrent durant les trois premières saisons - quatre épisodes en saisons 1 et 2, puis 5 en saison 3 -, laissant la possibilité à l'acteur de poursuivre d'autres projets Juste après Girls, il passe ainsi les auditions d'une nouvelle comédie, The New Normal, où il joue Bryan Collins, producteur de télévision fortuné gay, en couple avec un autre homme tout aussi aisé financièrement, joué par Justin Bartha, et entreprenant d'avoir un enfant par mère porteuse. La série créée et produite par Ryan Murphy, ne connait cependant qu'une seule saison sur la chaîne NBC, entre 2012 et 2013.
L'acteur reprend la rentrée 2013 avec le tournage de deux épisodes de la dernière saison de la sitcom à succès How I Met Your Mother. Puis il enchaîne avec le tournage de Girls, mais cette fois en tant qu'acteur régulier. La saison 4, diffusée au début de 2015, lui permet d'avoir une véritable intrigue sentimentale à défendre pour son personnage. Il restera un acteur régulier de la série jusqu'à sa fin, en avril 2017, au bout de sa sixième saison.
Parallèlement, il tente différents projets : en 2015, il joue le rôle de Cameron, assistant de la trentenaire hyperactive Jules Ostin, interprétée par Anne Hathaway, dans la comédie Le Nouveau Stagiaire, réalisée par Nancy Meyers. Et côté télévision, il participe à quatre épisodes de la seconde saison de la série dramatique The Knick, sous la direction du réalisateur Steven Soderbergh. Et en 2016, il côtoie deux ex acteurs de séries télévisées, Bryan Cranston et James Franco, pour la comédie potache, The Boyfriend.
Depuis 2019, il joue le rôle principal de Blair Pfaff dans Black Monday diffusée aux États-Unis sur Showtime.
En 2020, il rejoint la distribution principale de The Prom créée par Ryan Murphy qui sera diffusé sur le service Netflix. Il jouera le rôle de Trent Oliver.

## Vie privée
Il est gay et en couple avec l'acteur Tuc Watkins.

## Filmographie

### Cinéma
- 2010 : Sex and the City 2 de Michael Patrick King : un membre de la chorale
- 2012 : Bachelorette de Leslye Headland : Manny
- 2015 : Le Nouveau Stagiaire (The Intern) de Nancy Meyers : Cameron
- 2016 : The Boyfriend : Pourquoi lui ? (Why Him?) de John Hamburg : Blaine Pederman
- 2018 : L'Ombre d'Emily (A Simple Favor) de Paul Feig : Darren
- 2020 : The Boys in the Band de Joe Mantello : Larry
- 2020 : The Prom de Ryan Murphy : Trent Oliver
- 2020 : Le Beau Rôle (The Stand-In) de Jamie Babbit  : Nico
- 2025 : L'Ombre d'Emily 2 (Another Simple Favor) de Paul Feig : Darren

### Télévision
- 2012-2017 : Girls : Elijah Krantz (récurrent, saisons 1 à 3 ; principale - saisons 4 à 6)
- 2012-2013 : The New Normal : Bryan Collins (rôle principale)
- 2013 : Comedy Bang! Bang! : Quinn Abernathy (saison 2, épisode 17)
- 2013-2014 : How I Met Your Mother : Darren (2 épisodes, saison 9)
- 2015 : Glee : lui-même (saison 6, épisode 13)
- 2015 : The Knick : Frazier H. Wingo (récurrent, saison 2)
- 2016 : Another Period : Bertram Harrison Fusselforth VII (3 épisodes, saison 2)
- 2016 : Drunk History : John Augustus Roebling (saison 4, épisode 7)
- 2017 : Will et Grace (Will & Grace) : Reggie (saison 9, épisode 4)
- 2018 : The Romanoffs : David Patton (saison 1, épisode 5)
- 2019–2021 : Black Monday : Blair Pfaff (rôle principal)

## Doublage

### Cinéma
- 2005 : Pokémon : La Destinée de Deoxys (Pokémon: Destiny Deoxys) : Gurū

### Télévision
- 1995-1997 : Street Sharks : Les Requins de la ville (Street Sharks) : Streex / Shrimp Louie
- 1999-2000 : Archie, Mystères et Compagnie (Archie's Weird Mysteries) : Archie Andrews
- 2000-2006 : Pokémon, la série (Pokémon) : Morty / Harley / voix additionnelles
- 2001-2004 : Cubix : Connor
- 2001-2005 : Yu-Gi-Oh! : Mako Tsunami / Noah Kaiba / Leon von Schroeder / Leon Wilson
- 2001 : Shaman King : Len Tao
- 2002-2003 : Liberty's Kids: Est. 1776 : Alexander Hamilton
- 2002 : Muscleman (Kinnikuman) : voix additionnelles
- 2002 : Weiss Kreuz Brillance : Toudou Hijiri
- 2002 : Tokyo Mew Mew : Dren / Wesley J. Coolridge III
- 2003-2009 : Les Tortues Ninja (Teenage Mutant Ninja Turtles) : voix additionnelles
- 2003-2006 : Sonic X : le narrateur / Decoe / Bokkun / Mr. Stewart / E-102 / voix additionnelles
- 2005 : Yu-Gi-Oh! GX : Wheeler / Belowski / voix additionnelles
- 2016 : Les Simpson (The Simpsons) : lui-même (saison 27, épisode 18)
- 2016-2018 : Princesse Sofia (Sofia the First) : Morris / Skye
- 2017-2018 : Les Aventures de la tour Wayne (Welcome to the Wayne) : Andrei
- 2017 : Vampirina : King Peppy
- 2017–2025 : Big Mouth : Matthew (rôle récurrent)
- 2018 : Bob's Burgers : Hayden
- 2020 : Central Park : Griffin
- dès 2020 : Invincible : William Clockwell

### Jeux vidéo
- 2004 : Yu-Gi-Oh! Capsule Monster Colisée (Yu-Gi-Oh! Capsule Monster Coliseum) : Mako Tsunami
- 2005 : Shadow the Hedgehog : voix additionnelles
- 2006 : Canis Canem Edit (Bully) : Bif Taylor

## Théâtre
| Année     | Spectacle                 | Rôle                                | Théâtre                            |
| --------- | ------------------------- | ----------------------------------- | ---------------------------------- |
| 2000-2001 | Pokémon Live!             | James                               | Tournée nord-américaine            |
| 2002      | Hairspray                 | Fender / Link Larkin (remplacement) | Neil Simon Theatre (Broadway)      |
| 2006      | The 60's Project          | un participant                      | Chester                            |
| 2007      | Jersey Boys               | Bob Gaudio (remplacement)           | Tournée nord-américaine            |
| 2010      | Lysistrata Jones          | Michelangelo Jackson                | Dallas Theater Center              |
| 2011-2012 | The Book of Mormon        | Elder Kevin Price                   | Eugene O'Neill Theatre (Broadway)  |
| 2014      | Hedwig and the Angry Inch | Hedwig (remplacement)               | Belasco Theatre (Broadway)         |
| 2015      | Hamilton                  | George III (remplacement)           | Richard Rodgers Theatre (Broadway) |
| 2016-2017 | Falsettos                 | Whizzer Brown                       | Walter Kerr Theatre (Broadway)     |
| 2018      | The Boys in the Band      | Larry                               | Booth Theatre (Broadway)           |